# Reffusion
La reffusion est un terme qui désignait, à Lyon, à la fin du Moyen Âge, la somme que reversait chacun des chanoines du Chapitre de Saint-Jean à ce dernier.

## Principe
L'obéance constituait les revenus capitulaires des chanoines du chapitre ; elle était prélevée dans la mense épiscopale. Cette obéance était divisée en deux parts : l'une revenait au chanoine, l'autre était reversée au chapitre ; cette dernière constitue la reffusion. Celle-ci était calculée, par chanoine, au prorata des terres qu'il possédait. Le taux en était généralement très fort : en 1427, il a été estimé à 60 %, c'est-à-dire que le chanoine reversait au chapitre cette proportion de son revenu canonique.